# Matthias Wittekindt

Matthias Wittekindt 2018

Matthias Wittekindt (* 28. Mai 1958 in Bonn) ist ein deutscher Schriftsteller und Dramatiker.

## Leben
Matthias Wittekindt wuchs in Hamburg auf. Nach dem Abitur studierte er ab 1982 in Berlin und London Architektur und Religionsphilosophie. 1987 legte er seine Diplomprüfung ab und verbrachte anschließend ein Jahr in einem Kloster in der Nähe von Brüssel. Dort arbeitete er an der Übertragung architektonischer Kompositionsgesetze in chorische Sprachkompositionen.
In Berlin gründete Matthias Wittekindt 1988 das „Brüssel-Projekt“, das seine Chorstücke auf die Bühne bringen sollte. Ab Mitte der 1990er Jahre verfasste er zunehmend auch Bühnenwerke ohne Rückgriff auf Chöre. Nach ersten Erfolgen an deutschen, österreichischen und Schweizer Theatern entschloss sich Wittekindt, seine Tätigkeit als Architekt zugunsten der literarischen Arbeit aufzugeben.
Seit 2002 schreibt Matthias Wittekindt Hörspiele; neben Folgen für den Radio Tatort der ARD entstehen weiterhin Auftragsstücke für verschiedene Theaterbühnen.
2004 erschien im Eichborn Verlag Wittekindts erster Roman Sog, eine episodische Erzählung über Personen, deren Schicksale sich während einer Zugfahrt von Berlin nach Paris kreuzen. Harald Martenstein urteilte im Berliner Tagesspiegel: „Das Buch ist mehr als einfach nur ein in Prosa übertragener Film, es ist ein souveränes Sprach- und Stilwerk, ein Roman, der den Alltag wie eine atemlose Kriminalgeschichte erzählt und die Lebenskrisen seiner Figuren mit Suspense und Geheimnis auflädt, als sei es eine Story von Hitchcock.“
Seit 2011 verfasst Matthias Wittekindt Kriminalromane. Über Die Tankstelle von Courcelles schrieb Tobias Gohlis in Die Zeit: „Bemerkenswert ist, dass hier nicht in Handlungsabläufen, in Action, sondern in Bildern erzählt wird, in Stills, wie man beim Film sagt.“ „Die ruhige, fast stille, völlig uneitle und souveräne Prosa, die es nicht nötig hat, ihre eigene Brillanz zu feiern, macht die hohe Qualität des Romans aus“, diagnostizierte Thomas Wörtche in einem Beitrag für Deutschlandfunk Kultur.

## Auszeichnungen
- 1991 Berliner Architektenpreis für Arbeiten im Bereich zwischen Architektur und Theater
- 1992 Kulturpreis der Stadt München und des Kulturzentrums Gasteig für das Theaterstück Verschüttet
- 1992/93 Arbeitsstipendium im Künstlerhaus Bethanien
- 1995/96 Arbeitsstipendium an der Akademie Schloss Solitude
- 2006 Kurd-Laßwitz-Preis für Das Lewskow-Manuskript
- 2014 Deutscher Krimi Preis 3. Platz für Marmormänner
- 2019 Deutscher Krimi Preis 2. Platz für Die Tankstelle von Courcelles
- 2021 Crime Cologne Award – Shortlist mit Vor Gericht
- 2024 Deutscher Krimi Preis 2. Platz für Hinterm Deich

## Werke

### Romane
Reihe um Kriminaldirektor a. D. Manz
- Vor Gericht. Kampa Verlag, Zürich 2021, ISBN 978-3-311-12537-2.
- Die Schülerin. Kampa Verlag, Zürich 2022, ISBN 978-3-311-12556-3.
- Die rote Jawa. Kampa Verlag, Zürich 2022, ISBN 978-3-311-12564-8.
- Hinterm Deich. Kampa Verlag, Zürich 2024, ISBN 978-3-311-12576-1.

Fleurville-Reihe
- Schneeschwestern. Kriminalroman. Edition Nautilus, Hamburg 2011, ISBN 978-3-89401-743-9.
- Marmormänner. Kriminalroman. Edition Nautilus, Hamburg 2013, ISBN 978-3-89401-772-9.
- Ein Licht im Zimmer. Kriminalroman. Edition Nautilus, Hamburg 2014,  ISBN 978-3-89401-795-8.
- Der Unfall in der Rue Bisson. Kriminalroman. Edition Nautilus, Hamburg 2016, ISBN 978-3-96054-018-2.
- Die Tankstelle von Courcelles. Kriminalroman. Edition Nautilus, Hamburg 2018, ISBN 978-3-96054-070-0.

Belle-Époque-Reihe
- mit Rainer Wittkamp: Mord im Balkanexpress. Haymon Verlag, Innsbruck 2018, ISBN 978-3-7099-3442-5.

 Craemer-und-Vogel-Reihe
- mit Rainer Wittekamp: Fabrik der Schatten. Heyne, München 2022, ISBN 978-3-453-42509-5.
- Spur des Verrats. Heyne, München 2023, ISBN 978-3-453-42615-3.

Sonstige
- Sog. Roman, Eichborn Verlag, Berlin 2004, ISBN 978-3-8218-0958-8.
- Die Brüder Fournier. Kriminalroman. Edition Nautilus, Hamburg 2020, ISBN 978-3-96054-226-1.

### Dramensammlungen
- Sieben Stücke, Böhlau-Verlag, Wien 2001, ISBN 978-3-205-99248-6.
- Freigang, éditions phi, Esch-sur-Alzette 2005, ISBN 978-2-87962-197-5.

### Kurzgeschichten
- Das Mädchen vom Wittener Kreuz. In: Herbert Knorr, H. P. Karr, Sigrun Krauß (Hrsg.): Glaube.Liebe.Leichenschau. Grafit Verlag, Dortmund 2016, ISBN 978-3-89425-474-2.
- Alle, die ihn nicht kannten. In: Horst Bosetzky (Hrsg.): Neues vom Tatort Tegel. Jaron Verlag, Berlin 2017, ISBN 978-3-89773-823-2.
- Der Unsichtbare. In: Thomas Wörtche (Hrsg.): Berlin Noir. Culturbooks, Berlin 2018, ISBN 978-3-95988-101-2.

### Theaterstücke (Auswahl)
- Das Lewskowmanuskript, 2004
- Freigang, 2005
- Der Held der Frauen, 2005
- Memotrip, 2006
- Schuld, 2006
- Die Unerreichbaren, 2006
- Mann ohne Beil, 2007
- Einer weniger, 2007
- Begeben Sie sich, 2008
- Nebel, 2008
- Der Mann im Herd, 2009

### Hörspiele (Auswahl)
- Das Lewskow-Manuskript, Deutschlandradio 2006
- Die Unerreichbaren, NDR 2007
- Der Kongress der Supervisionäre, RBB 2007
- Die Siedlung, NDR 2007
- Die Seilbahn, SWR 2008
- Tod eines Tauchers, Radio-Tatort, NDR 2008
- Die gelben Laster, Radio-Tatort, NDR 2009
- Der sonderbare Wunsch eines feinen Herren, NDR 2009
- Die Frau im Netz, Deutschlandradio 2009
- Störtebekers Rache, Radio-Tatort, NDR 2010
- Die Störung, SWR 2010
- Totalverlust, Radio-Tatort, NDR 2011
- Die blaue Jacht, Radio-Tatort, NDR 2012
- Die Ziege, NDR 2012
- Arizona Phoenix Israel, RBB 2014

### Filmdrehbücher
- Die Operation, Regie: Christoph Kalkowski, Deutschland 2008